# 조지 버레인저

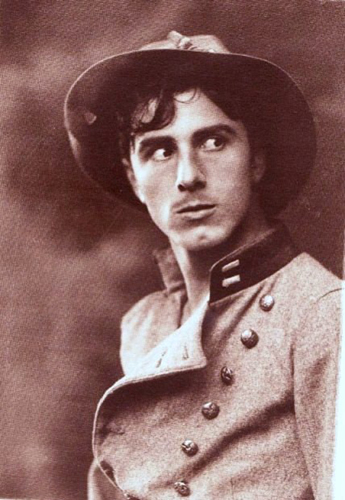

조지 버레인저(George Beranger, 1895년 3월 27일 ~ 1973년 3월 8일)는 오스트레일리아의 배우, 영화 감독, 영화배우이다.
시드니에서 태어났으며 러구나비치에서 사망하였다.

## 영화
- 와바시 애비뉴 (1950년)
- 더 팬 (1949년)
- 거짓 편지 (1948년)
- 악몽의 골목 (1947년)
- 쇼킹 미스 필그림 (1947년)
- 여행 가방 (1945년)
- 히 스테이드 포 브렉패스트 (1940년)
- 웨이크 업 앤 라이브 (1937년)
- 워킹 데드 (1936년)
- 워킹 온 에어 (1936년)
- 싱잉 키드 (1936년)
- 케인 앤 마블 (1936년)
- 1937년의 황금광들 (1936년)
- 창공을 달리는 사랑 (1936년)
- 헐리우드 파티 (1934년)
- 스타크 매드 (1929년)
- 피그 리브스 (1926년)
- 여기는 파리 (1926년) - 모리스 리유 역
- 빅 퍼레이드 (1925년)
- 흩어진 꽃잎 (1919년) - 스파이 역
- 인톨러런스 (1916년)
- 어벤징 컨션스: 오어 '다우 셜트 낫 킬' (1914년)